# Харин, Михаил Терентьевич
Михаил Терентьевич Харин (18 сентября 1923 года — 15 декабря 1991 года) — советский разведчик, гвардии красноармеец, Герой Советского Союза.

## Биография

### Ранние годы
Родился 18 сентября 1923 года в селе Снегирево ныне Алтайского района Восточно-Казахстанской области, Казахстан, в крестьянской семье. Окончил неполную среднюю школу (7 классов). До войны работал в колхозе.
В Красной Армии с 1942 года.

### В годы Великой Отечественной войны
Участник Великой Отечественной войны с сентября 1942 года.
Разведчик взвода пешей разведки 176-го гвардейского стрелкового полка 59-й гвардейской стрелковой дивизии, гвардии красноармеец Харин М. Т. отличился в боях при форсировании реки Дунай в Венгрии.
4 декабря 1944 года, группа разведчиков, в составе которой был Харин, переправилась через реку Дунай и приняла бой в районе города Эрчи (Венгрия). В ходе боя разведчики уничтожили шесть огневых точек противника и минометную батарею, истребили множество вражеских солдат. Среди особо отличившихся был Михаил Харин. Он лично уничтожил 14 солдат противника, восемь взял в плен. Затем, при удержании плацдарма в ходе боя погибли почти все разведчики. Оставшись один, Харин ещё больше часа вел бой до подхода подкрепления, уничтожив ещё 11 немецких солдат.
В дальнейшем в составе своего полка Харин принимал участие в штурме Будапешта, где ещё раз отличился, взяв в плен немецкого генерала.
Указом Президиума Верховного Совета СССР от 24 марта 1945 года за образцовое выполнение боевых заданий командования на фронте борьбы с немецко-фашистскими захватчиками и проявленные при этом мужество и героизм гвардии красноармейцу Харину Михаилу Терентьевичу присвоено звание Героя Советского Союза с вручением ордена Ленина и медали «Золотая Звезда» (№ 4762).

### Мирное время
После войны Харин М. Т. продолжил службу в вооруженных силах.
- В 1950 году окончил курсы младших лейтенантов.
- В 1954 году — курсы усовершенствования командного состава.
- В 1961 году — Военную академию имени М. В. Фрунзе.
- С 1969 года полковник Харин Михаил Терентьевич — в запасе.

В дальнейшем жил в городе Тирасполь. Работал в объединении «Тираспольтранс». Скончался Михаил Терентьевич 15 декабря 1991 года. Похоронен в Тирасполе.

## Награды
- Герой Советского Союза;
- орден Ленина;
- орден Отечественной войны 1 степени;
- орден Отечественной войны 2 степени;
- медали, в том числе:
  - медаль «За отвагу»;
  - медаль «За победу над Германией в Великой Отечественной войне 1941—1945 гг.»;
  - юбилейная медаль «Двадцать лет Победы в Великой Отечественной войне 1941—1945 гг.»;
  - юбилейная медаль «Тридцать лет Победы в Великой Отечественной войне 1941—1945 гг.»;
  - юбилейная медаль «Сорок лет Победы в Великой Отечественной войне 1941—1945 гг.»;
- Почётный гражданин города Измаила и села Копанка Тираспольского района Молдавии.